# Toppserien 2016
La Toppserien 2016 è stata la 33ª edizione della massima serie del campionato norvegese femminile di calcio. La competizione è iniziata il 28 marzo 2016 con la 1ª giornata ed è terminata il 5 novembre 2016 con i play-off promozione-retrocessione. La squadra campione in carica era lo LSK Kvinner, che aveva vinto il titolo per la terza volta nella sua storia nella passata edizione, e che è riuscito ad imporsi nuovamente al termine dell'annata.

## Stagione

### Formula
Le 12 squadre partecipanti si affrontano in un girone di andata e ritorno per un totale di 22 giornate.

La squadra campione di Norvegia ha il diritto di partecipare alla UEFA Women's Champions League 2017-2018 partendo dai sedicesimi di finale.

La penultima classificata affronta la seconda classificata in 1. divisjon nello spareggio promozione-retrocessione.

L'ultima classificata retrocede direttamente in 1. divisjon.

### Novità
La prima classificata della 1. divisjon 2015, l'Urædd, è stata promossa al posto del retrocesso Grand Bodø. Il Medkila ha mantenuto il posto in Toppserien dopo aver sconfitto il Lyn Oslo nei play-off promozione-retrocessione.

## Squadre partecipanti
| Club           | Stagione | Città      | Stadio                  | Terreno                | Stagione 2015           |
| -------------- | -------- | ---------- | ----------------------- | ---------------------- | ----------------------- |
| Arna-Bjørnar   | dettagli | Arna       | Arna Idrettspark        | Erba naturale          | 7º posto in Toppserien  |
| Avaldsnes      | dettagli | Avaldsnes  | Avaldsnes Idrettssenter | Erba naturale          | 2º posto in Toppserien  |
| Klepp          | dettagli | Klepp      | Klepp Stadion           | Sintetico misto erba   | 6º posto in Toppserien  |
| Kolbotn        | dettagli | Kolbotn    | Sofiemyr Stadion        | Erba naturale          | 5º posto in Toppserien  |
| LSK Kvinner    | dettagli | Lillestrøm | LSK-hallen              | Sintetico misto erba   | Campione di Norvegia    |
| Medkila        |          | Harstad    | Harstad Stadion         | Sintetico misto sabbia | 11º posto in Toppserien |
| Røa            |          | Oslo       | Røa Kunstgress          | Erba sintetica         | 3º posto in Toppserien  |
| Sandviken      |          | Bergen     | Stemmemyren Kunstgress  | Erba sintetica         | 9º posto in Toppserien  |
| Stabæk         |          | Bærum      | Nadderud Stadion        | Erba naturale          | 4º posto in Toppserien  |
| Trondheims-Ørn |          | Trondheim  | Ranheim Arena           | Erba sintetica         | 8º posto in Toppserien  |
| Urædd          |          | Porsgrunn  | Urædd KG                | Erba sintetica         | 1º posto in 1. divisjon |
| Vålerenga      |          | Oslo       | Vallhall Arena          | Erba sintetica         | 10º posto in Toppserien |

## Allenatori
| Squadra        | Allenatore          |
| -------------- | ------------------- |
| Arna-Bjørnar   | Bjarne Hagen        |
| Avaldsnes      | Kent Michael Bøe    |
| Klepp          | Jón Páll Pálmason   |
| Kolbotn        | Cecilie Berg-Hansen |
| LSK Kvinner    | Monica Knudsen      |
| Medkila        | Roy Berntsen        |
| Røa            | Geir Nordby         |
| Sandviken      | Øyvind Nordtveit    |
| Stabæk         | Øyvind Eide         |
| Trondheims-Ørn | Ragnar Slettestøl   |
| Urædd          | Margunn Haugenes    |
| Vålerenga      | David Brocken       |

## Classifica finale
|                     | Pos. | Squadra        | Pt | G  | V  | N | P  | GF | GS | DR  |
| ------------------- | ---- | -------------- | -- | -- | -- | - | -- | -- | -- | --- |
| Norvegia (bandiera) | 1.   | LSK Kvinner    | 60 | 22 | 19 | 3 | 0  | 88 | 10 | +78 |
|                     | 2.   | Avaldsnes      | 56 | 22 | 18 | 2 | 2  | 50 | 17 | +33 |
|                     | 3.   | Stabæk         | 42 | 22 | 12 | 6 | 4  | 39 | 17 | +22 |
|                     | 4.   | Kolbotn        | 40 | 22 | 12 | 4 | 6  | 32 | 17 | +15 |
|                     | 5.   | Røa            | 33 | 22 | 9  | 6 | 7  | 34 | 31 | +3  |
|                     | 6.   | Sandviken      | 27 | 22 | 7  | 6 | 9  | 29 | 28 | +1  |
|                     | 7.   | Trondheims-Ørn | 27 | 22 | 7  | 6 | 9  | 34 | 41 | -7  |
|                     | 8.   | Arna-Bjørnar   | 25 | 22 | 7  | 4 | 11 | 22 | 38 | -16 |
|                     | 9.   | Vålerenga      | 23 | 22 | 6  | 5 | 11 | 25 | 48 | -23 |
|                     | 10.  | Klepp          | 20 | 22 | 6  | 2 | 14 | 32 | 49 | -17 |
|                     | 11.  | Medkila        | 11 | 22 | 2  | 5 | 15 | 21 | 50 | -29 |
|                     | 12.  | Urædd          | 6  | 22 | 1  | 3 | 18 | 12 | 72 | -60 |

Legenda:

      Campione di Norvegia e ammessa alla UEFA Women's Champions League 2017-2018

      Ammessa alla UEFA Women's Champions League 2017-2018

 Ammessa allo spareggio promozione-retrocessione

      Retrocessa in 1. divisjon 2017

Tre punti a vittoria, uno a pareggio, zero a sconfitta.
La classifica viene stilata secondo i seguenti criteri:
- Punti conquistati
- Differenza reti generale
- Reti totali realizzate
- Punti conquistati negli scontri diretti
- Differenza reti negli scontri diretti
- Reti realizzate in trasferta negli scontri diretti (solo tra due squadre)
- Reti realizzate negli scontri diretti
- play-off (solo per decidere la squadra campione, l'ammissione agli spareggi e le retrocessioni)

## Spareggi

### Play-off promozione-retrocessione
|         |       |         | Città e data              |
| ------- | ----- | ------- | ------------------------- |
| Medkila | 4 – 3 | Lyn     | Harstad, 13 novembre 2016 |
| Lyn     | 0 – 2 | Medkila | Oslo, 19 novembre 2016    |

## Statistiche

### Classifica marcatrici
Statistiche da sito federazione
| Gol |  |  | Giocatore               | Squadra        |
| --- |  |  | ----------------------- | -------------- |
| 30  |  |  | Isabell Herlovsen       | LSK Kvinner    |
| 13  |  |  | Emilie Haavi            | LSK Kvinner    |
| 10  |  |  | Cecilie Pedersen        | Avaldsnes      |
| 10  |  |  | Sherida Spitse          | LSK Kvinner    |
| 10  |  |  | Line Krogedal Smørsgård | Klepp          |
| 9   |  |  | Elisabeth Jeppesen      | Røa            |
| 9   |  |  | Guro Reiten             | Trondheims-Ørn |